# Feldalphorn
Das Feldalphorn, auch Feldalpenhorn, ist ein 1923 m ü. A. hoher Berg in den Kitzbüheler Alpen in Tirol, Österreich.

## Lage und Umgebung
Das Feldalphorn ist Teil eines Gebirgskamms, der das Tal der Wildschönau im Westen von der Kelchsau im Osten trennt. Nachbarberg im Süden ist das 1980 m hohe Schwaiberghorn, nach Norden setzt sich der Kamm zum 1648 m hohen Turmkogel fort. Die Waldgrenze liegt am Feldalphorn bei etwa 1700 m, oberhalb wird der Berg von Almwiesen geprägt. Die Hänge sind relativ sanft ansteigend.

## Wege zum Gipfel
Das Feldalpenhorn ist ein relativ einfacher Wanderberg. Die Forststraße gehen auf der Wildschönauer Seite bis zur Unteren Prädastenalm auf 1320 m. Von dort führt ein markierter Wanderweg von Nordwesten auf den Gipfel. Auch über den Grat vom Turmkogel und den Kamm vom Schwaiberghorn führen markierte Wanderwege, ebenso von Osten aus der Kelchsau.
Darüber hinaus ist das Feldalphorn ein beliebter Skitourenberg. Der Anstieg von der Wildschönau aus gilt als verhältnismäßig lawinensicher. Vom Tal aus, der Schwarzenau, sind ca. 1000 Höhenmeter zu überwinden. Die Aufstiegszeit beträgt ca. 2,5 Stunden.